# Zacatecas (staat)
Zacatecas is een van de 31 staten van Mexico, gelegen in Noord-Centraal-Mexico. Zacatecas grenst aan Durango in het westen, Jalisco en Aguascalientes in het zuiden, San Luis Potosí in het oosten en Coahuila en Nuevo León in het noorden. Zacatecas heeft 1.622.138 inwoners (2020) en een oppervlakte van 73.252 km². De hoofdstad heet eveneens Zacatecas. Andere grote steden zijn Fresnillo en Concepción del Oro.

## Geografie
De staat is enigszins bergachtig, uitlopers van de Westelijke Sierra Madre bevinden zich in het westelijke deel Zacatecas, maar de rest van de staat wordt ingenomen door een steppe-achtige hoogvlakte. Er stromen weinig rivieren door Zacatecas en het klimaat is over het algemeen droog, dus het gebied is maar matig geschikt voor landbouw. In de vruchtbaardere gebieden worden granen, suiker en maguey verbouwd. Zacatecas is bovendien een wijnbouwgebied.

## Bevolking
Volgens de census van 2020 heeft Zacatecas 1.622.138 inwoners. In 1900 had het 462.190 mensen. Ongeveer 85% van de bevolking is mesties en 15% is blank. In het jaar 2000 had Zacatecas de kleinste inheemse bevolking percentsgewijs in Mexico: 0,3%. Slechts de staat van Aguascalientes heeft in absolute een kleiner aantal inheemse mensen: 3472; in Zacatecas wonen 4039 indianen. De bevolkingsgroei in Zacatecas is een van de laagste van Mexico; een groot deel van de bevolking emigreert namelijk naar de Verenigde Staten. In de Verenigde Staten leven vermoedelijk 800.000 personen die zijn geboren in Zacatecas.
De belangrijkste inkomstenbron van Zacatecas is de mijnbouw. Zacatecas is bijzonder rijk aan zilver en is een van 's werelds grootste producenten van dat edelmetaal. Verder wordt hier goud, kwik, koper, ijzer, zink, lood, bismut, antimoon en zout gewonnen. In de hoofdstad wordt verder suiker, rum, mezcal, pulque, wol en katoen vervaardigd.
Inwoners van Zacatecas worden Zacatecanen (Spaans: Zacatecanos) genoemd.

## Geschiedenis
De staat is genoemd naar de Zacateken, een nomadisch Indiaans volk dat hier voor de komst van de Spanjaarden leefde. De Zacateken waren een van de vier Chichimeekse volkeren die hier woonden; de andere waren de Caxcanes, de Guachichil en de Tepehuanes. Dit gebied werd door de Spaanse veroveraars La Gran Chichimeca genoemd. Het duurde decennia voordat het gebied veroverd was, in de lang voortslepende en bloederige Chichimekenoorlogen.
Al snel na de verovering ontdekten de Spanjaarden de enorme rijkdom van deze streek. De zilvermijnbouw begon in 1546, toen de stad Zacatecas werd gesticht. In 1787 werd de intendencia Zacatecas gecreëerd dat in 1824, na de onafhankelijkheid van Mexico, tot staat werd verheven. Uit onvrede met het centralistische beleid van Antonio López de Santa Anna deed Zacatecas in 1835 een poging zich af te scheiden van Mexico. Santa Anna wist de opstand echter de kop in te drukken en liet zijn leger twee dagen lang de hoofdstad plunderen. Bovendien liet hij Aguascalientes zich afscheiden van Zacatecas.
Tijdens de Mexicaanse Revolutie werd in Zacatecas hevig gevochten. De lokale caudillo Pánfilo Natera verzette zich tegen de dictatuur van Victoriano Huerta. In 1914 verenigde hij zich met Pancho Villa, wat leidde tot de inname van Zacatecas, wat een beslissende gebeurtenis was voor de revolutie.

## Cultuur
In Zacatecas is de corrido, de Mexicaanse ballade, erg populair. In het zuiden van de hoogvlakte, meer bijzonder in Jeréz, is tamborazo, voortgekomen uit militaire muziek uit de 19e eeuw bekend. Verder staat Zacatecas bekend als een centrum van de schilderkunst, en heeft het een van de hoogste concentraties musea van Latijns-Amerika. Het koloniale centrum van de hoofdstad Zacatecas is erkend als werelderfgoed door de UNESCO.

## Gemeenten
Zacatecas bestaat uit 58 gemeenten, zie Lijst van gemeenten van Zacatecas.